# バックヤードプロダクツ
バックヤードプロダクツ（BACK YARD PRODUCTS ）は、横尾潔が代表を務める企業である。

## 概要
繊維強化プラスチック（FRP）を使用した製品を作っており、FRP製で鏡筒を分割して運搬できるなど世界でも特異なドブソニアン望遠鏡で10年に渡るヒット作となったNinjaシリーズの製造元である。
またFRPを使ったレーシングカートや、天体望遠鏡のアクセサリー・パーツなども制作している。